# 網路主權
網路主權（英語：或）是一种认为在虛擬的互联网上實際存在著領土主權與國家法治的观点与主张，因而主张「一個國家的網路系統，政府有管理的權利、也應該由一國法律所管控，不容外國干涉與入侵」。

## 各国情况

### 中华人民共和国
2015年7月1日，中国第十二屆全國人大常委會第十五次會議通過《中華人民共和國國家安全法》，首次明確「網絡空間主權」概念，規定：“加強網絡管理，防範、制止和依法懲治網絡攻擊、網絡入侵、網絡竊密等違法犯罪行為，維護國家網絡空間主權、安全和發展利益”。
2015年12月16日，第二届世界互联网大会上习近平提出包括“尊重网络主权”等概念在内的“国际互联网治理四项原则”。
大赦国际在2016年中国举办的世界互联网大会前紧急呼吁世界网络技术企业，不要接受中国政府可能的限制言论自由的行为。

## 观点
中国社会科学院法学研究所副研究员支振锋认为，网络主权是对“网络无国界”观念的反驳，依据联合国宪章确立的主权平等原则，网络并非自然产物，而是建立在人为设施之上，这些设施的建设和维护需要大量投入。由于网络设施位于国家领土之上，政府对其拥有管辖权和所有权，因此网络信息必须受国家法律管辖，虚拟空间并非“法外之地”或“无主权之地”。
西安交通大学信息安全法律研究中心主任马民虎认为，第六次联合国大会2013年6月通过“从国际安全的角度来看信息和电信领域发展政府专家组”所形成的决议，决议第20条规定“国家主权和源自主权的国际规范和原则适用于国家进行的信息通讯技术活动，以及国家在其领土内对信息通讯基础设施的管辖权”，该条间接确认网络空间的国家主权。
有部分人士認為中國的網絡主權與全球資訊網的觀念相對，是反全球化的體現之一。
有意见指出，互联网本是无国界的，任何政府都不应试图对其进行控制。然而若存在网络主权边界，则会赋予国家对本国公民进行严格监控的能力，这显然违背了互联网的开放精神。

## 參看
- 主权
- 網路人權
- 网络中立性